# Canon V-20
Der Canon V-20 ist ein MSX-Heimcomputer von Canon, der 1983 auf den Markt gebracht wurde.

## Beschreibung

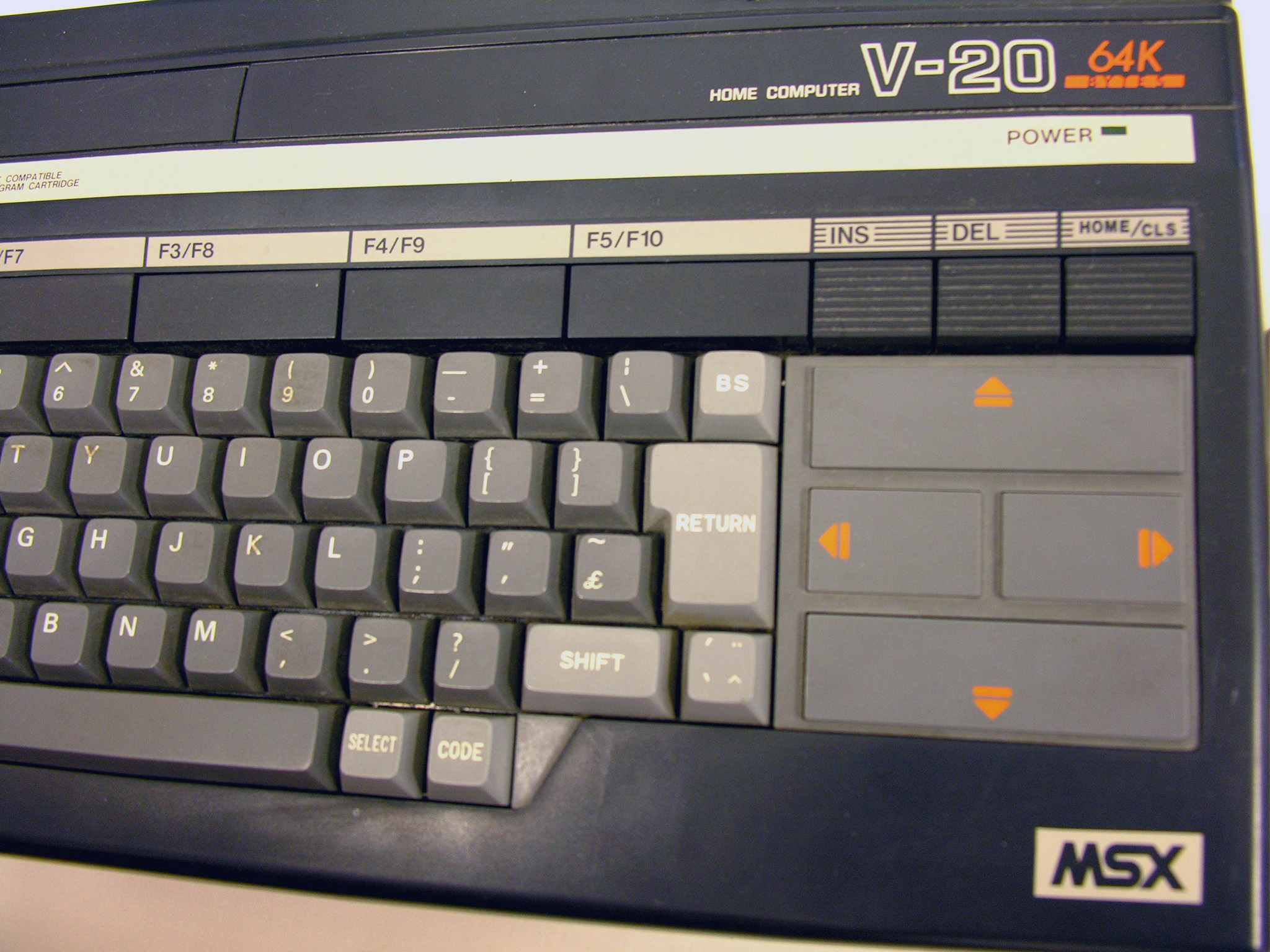
Canon V-20

Canon hat sich erst später dem MSX-Standard angeschlossen und mit ihren MSX-Rechnern vor allem ihre hauseigene Designlinie umgesetzt. Die Canon-Modelle ragten von ihrer Ausrüstung nicht besonders aus der Masse der MSX-Rechner anderer Anbieter hervor.
Von Canon wurde weiters eine Hardwareerweiterung hergestellt, welche Aufnahmedaten wie Blende, Belichtungszeit oder Aufnahmedatum vom Datenrückteil der Spiegelreflexkamera Canon T90 empfangen konnte. Wegen der Standardisierung von MSX war die Erweiterung auch auf Computern anderer Hersteller lauffähig.
Von dem gleichzeitig erschienenen Canon V-10 (weißes Gehäuse) unterscheidet sich dieses Modell vor allem durch die dunkelgraue Gehäusefarbe und den größeren Speicher. Typisch für die Modelle sind die relativ großen Cursortasten, die vor allem für Spiele ideal sind.
Der Rechner ist mit einem Zilog-Z80A-Prozessor mit einer Taktfrequenz von 3,58 MHz ausgestattet und verfügt über 64 KByte RAM, erweiterbar auf 128 KByte plus 16 KByte Video-RAM und 32 KByte ROM. Er hat zwei Modulports, eine Centronics-Parallelschnittstelle (Drucker), einen Kassetten-Anschluss zur Datenspeicherung, einen Audio/Video-Ausgang, einen HF-Antenneanschluss und zwei Joystick-Ports.
Text wird mit 40 × 24 Zeichen dargestellt, die Grafikauflösung beträgt 256 × 192 Pixel bei 16 Farben, als Grafikchip kommt ein TMS9918A von Texas Instruments zum Einsatz. Der Audiochip General Instrument AY-3-8910 liefert drei Stimmen mit je acht Oktaven.